# Darly Zoqbi de Paula
Darly Zophi de Paula (født 25. august 1982 i Ponte Nova, Brasilien) er en spansk håndboldspiller af brasiliansk oprindelse, som spiller for Gloria Bistrița .  Hun har tidligere spillet for det brasilianske håndboldlandshold, hvor hun blandt andet deltog ved OL i 2004 og OL i 2008.